# Axel Walfrid Lundström
Axel Walfrid Lundström (i riksdagen kallad Lundström i Vreten, senare Lundström i Länna), född 5 september 1866 i Stockholm, död 18 februari 1941 i Tierp, var en svensk småbrukare och politiker (socialdemokraterna).
Axel Walfrid Lundström var riksdagsledamot i andra kammaren för Stockholms läns södra valkrets 1914-1917.